# Metro w Rzymie

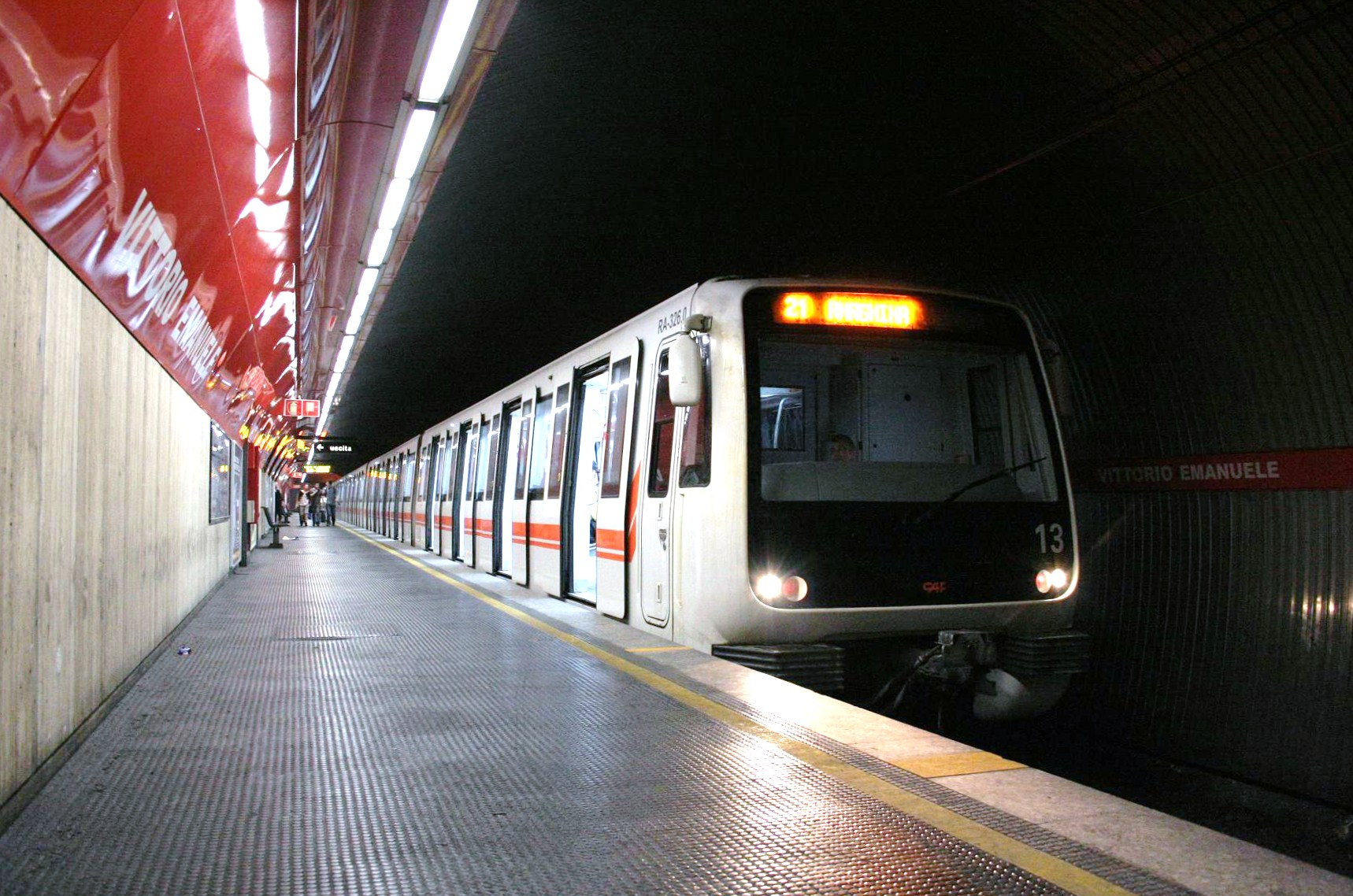
Pociąg typu MA 300 obsługujący linię A na stacji metra Vittorio Emmanuele

Metro w Rzymie – system podziemnej kolei miejskiej zlokalizowany w stolicy Włoch – Rzymie, składający się obecnie z trzech linii: A i B krzyżujących się przy dworcu kolejowym Roma Termini, oraz wiodącej od stacji San Giovanni na południowo-wschodnie przedmieścia linii C.
Linia A w całości poprowadzona jest pod ziemią (z wyjątkiem przejazdu przez most Pietro Nenni nad rzeką Tyber), Linie B i C poza centrum poprowadzone są na powierzchni.
Pierwszy odcinek linii B (Termini-Laurentina) zbudowano w 1955 roku. Północne przedłużenie do stacji Rebibbia otwarto w 1990 roku. Linię A pomiędzy Anagnina a Ottaviano otwarto w 1980 roku. Przedłużenie na zachód do Battistini uruchomiono w 2000 roku.
W dniu 13 czerwca 2012 oddano pięciokilometrową (4 stacje) linię B1, będąca odnogą linii B od stacji Bologna w kierunku północnym do stacji Conca d'Oro. 21 kwietnia 2014 przedłożono linię do stacji Jonio.
Linia C: Odcinek między stacjami Montecompatri-Pantano i Lodi został oddany do użytku 9 listopada 2014. Odcinek między Lodi i San Giovanni został oddany do użytku w 12 maja 2018 roku. Trwają prace na odcinku pomiędzy stacjami Amba Aradam-Ipponio i Colosseo-Fori Imperiali (linia B), którego ukończenie planowane jest na 2022 r.
Latem 2010 zrezygnowano z budowy pomiędzy stacjami Venezia i San Pietro stacji Argentina. Źródła włoskie podają też, że w 2012 zrezygnowano z budowy linii D, natomiast linia C ma zostać dociągnięta do stacji Ottaviano do 2024 r., na planowane Igrzyska olimpijskie.
Od końca lata 2012 cała linia A, wraz ze stacjami i korytarzami jest pokryta zasięgiem sieci telefonii komórkowej. Dotyczy to również otwartej w 2014 roku linii C. Docelowo zasięg będzie pokrywał także stacje znajdujące się na liniach B.
Linie metra A, B, B1 czynne są od 5:30 do godz. 23:30, a w piątki i soboty do godziny 01:30.

## Linie metra
| Linia    | Stacje końcowe                        | Otwarcie | Ostatnie przedłużenie | Długość linii [km] | Liczba stacji | Liczba pasażerów [miliony] | Czas przejazdu [minuty] |
| -------- | ------------------------------------- | -------- | --------------------- | ------------------ | ------------- | -------------------------- | ----------------------- |
|          | Battistini – Anagnina                 | 1980     | 2000                  | 18.4               | 27            | 164.2                      | 41                      |
|          | Laurentina – Rebibbia / Jonio         | 1955     | 2015                  | 23.5               | 26            | 125.9                      | 34                      |
|          | Monte Compatri-Pantano – San Giovanni | 2014     | 2018                  | 18.1               | 22            | -                          | 34                      |
| Łącznie: | Łącznie:                              | Łącznie: | Łącznie:              | 60.0               | 75            |                            |                         |